# Ábáde megye

Fársz tartomány megyéinek elhelyezkedése

Ábáde megye (perzsául: شهرستان آباده) Irán Fársz tartományának északi megyéje az ország középső, délnyugati részén. Délen, délnyugaton Eglid megye, délen Horrambid megye, nyugaton az Iszfahán tartományhoz tartozó Szemirom megye, északnyugatról az Iszfahán tartományban lévő Sahrezá megye, északról Iszfahán tartomány és Iszfahán megye, északkeletről és keletről és délkeletről a Jazd tartományhoz tartozó Abarkuh megye határolják. Székhelye az 59 000 fős Ábáde városa. Összesen öt város tartozik a megyéhez:  Ábáde, Szoghád, Bahmán, Izadkvaszt és Szurmak. A megye lakossága 100 831 fő. A megye egyetlen kerületet foglal magába, amely a Központi kerület.

## Fordítás
- Ez a szócikk részben vagy egészben  az   Abadeh County című angol Wikipédia-szócikk ezen változatának fordításán alapul.  Az eredeti cikk szerkesztőit annak laptörténete sorolja fel. Ez a jelzés csupán a megfogalmazás eredetét és a szerzői jogokat jelzi, nem szolgál a cikkben szereplő információk forrásmegjelöléseként.